# Diedrich Téllez
Diedrich Erwing Téllez Cuevas (sinh ngày 31 tháng 10 năm 1984) là một cầu thủ bóng đá người Nicaragua thi đấu cho Managua F.C..